# Samuel Linley

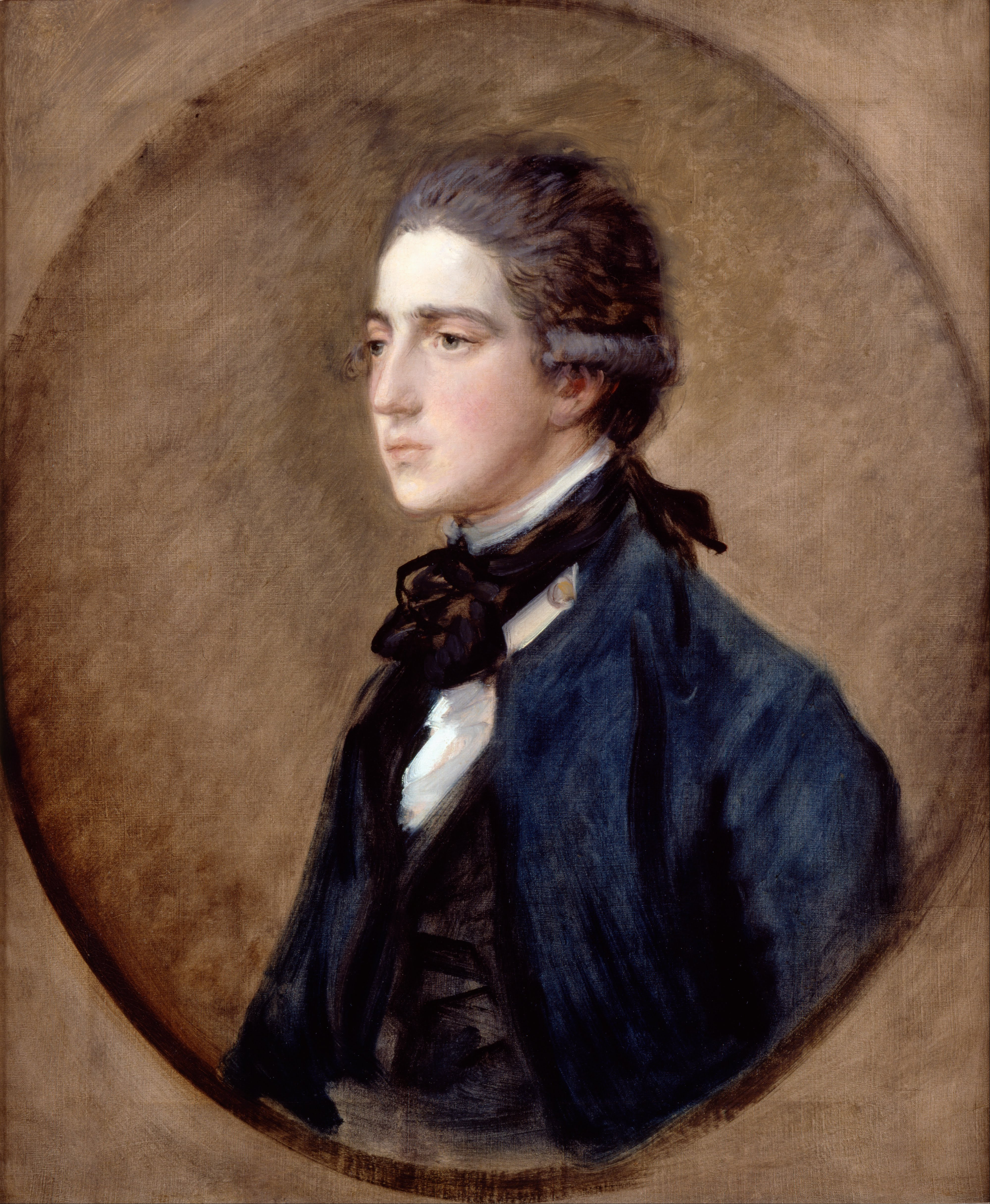
Samuel Linley, cuando estaba en la guardia marítima, hecho por Thomas Gainsborough

Samuel Linley (1760 – diciembre de 1778) fue un cantante y oboísta inglés. Fue el segundo hijo de Thomas Linley y Mary johnson, uno de los siete hermanos musicales nacidos de esa pareja.

## Vida
Samuel nació cuando la familia estaba viviendo en Bath durante 1760, el fue bautizado el 23 de junio de ese mismo año. Su primera aparición pública fue bailando la chirimía por una producción de King John en Bristol cuando el tenía seis años de edad. Samuel cantó en el concierto de su padre durante 1774 y 1775, y tocó el oboe, un instrumento el cual probablemente le enseñó a tocar William Herschel. En 1778 el se hizo miembro de la guardiamarina del HMS Thunderer, a bordo de este contrajo una fiebre donde Samuel falleció. El registro del entierro tiene la fecha del 6 de diciembre de 1778.
Emma Hart, fue empleada de los Linley como sirvienta, ella cuidó a Samuel durante su enfermedad pero se angustió cuando el falleció, dejando la casa inmediatamente. Henry Angelo, uno de los portadores del féretro contó que dijo que ''ninguna súplica pudo convencerla de que se quedara, ni siquiera un día''.